# Mirosław Olędzki
Mirosław Olędzki (ur. 25 sierpnia 1961 w Bolesławcu) – polski pisarz i teoretyk literatury.
W 1986 roku ukończył filologię polską na Uniwersytecie Wrocławskim, na którym jest obecnie pracownikiem naukowym – zajmuje się teorią literatury. Jego debiutem był tomik wierszy Bal maturalny z 1990 roku. Wydał jeszcze: książkę dla dzieci Baśń o wędrującym drzewie, powieść Futbolistka, tekst z teorii literatury Narracja i narrator w "Popiołach" Stefana Żeromskiego oraz Wrocławskie debiuty poetyckie lat 90. Autor mieszka we Wrocławiu.